# Bezsmertnovita
La bezsmertnovita és un mineral de la classe dels sulfurs. Va rebre el seu nom l'any 1979 per E. M. Spiridonov i T. N. Chvileva, en honor de la Dra. Marianna Sergeevna Bezsmertnaya (1915-1991) i del Dr. Vladimir Vasilevich Bezsmertny (1912), mineralogistes russos.

## Característiques
La bezsmertnovita és un sulfur de fórmula química (Au,Ag)₄Cu(Te,Pb). Cristal·litza en el sistema ortoròmbic. Forma grans tabulars o irregulars d'entre 0,05 i 0,2 mil·límetres. La seva duresa a l'escala de Mohs és 4,5.
Segons la classificació de Nickel-Strunz, la bezsmertnovita pertany a «02.BA: sulfurs metàl·lics amb proporció M:S > 1:1 (principalment 2:1) amb coure, plata i/o or», juntament amb els minerals següents: calcocita, djurleïta, geerita, roxbyita, anilita, digenita, bornita, bellidoïta, berzelianita, athabascaïta, umangita, rickardita, weissita, acantita, mckinstryita, stromeyerita, jalpaïta, selenojalpaïta, eucairita, aguilarita, naumannita, cervel·leïta, hessita, chenguodaïta, henryita, stützita, argirodita, canfieldita, putzita, fischesserita, penzhinita, petrovskaïta, petzita, uytenbogaardtita, bilibinskita i bogdanovita.

## Formació i jaciments
Va ser descoberta l'any 1979 al dipòsit d'or d'Aginskoe, a l'óblast de Kamtxatka (Rússia), en la zona de cimentació d'un dipòsit vulcanogènic de tel·lurur d'or. A banda de a la seva localitat tipus, també se n'ha trobat a les mines Guilaizhuang i Zhuojiazhuang (Shandong, República Popular de la Xina), al dipòsit d'or de Manka (Kazakhstan) i a la mina Trixie (Utah, Estats Units). Sol trobar-se associada a altres minerals com l'or natiu, la bogdanovita o la bilibinskita, així com a tel·lururs de coure, ferro i plom.